# Niphogeton scabra
Niphogeton scabra là một loài thực vật có hoa trong họ Hoa tán. Loài này được (H. Wolff) J.F. Macbr. mô tả khoa học đầu tiên năm 1934.